# Citangkil (onderdistrict)
Citangkil is een onderdistrict (kecamatan) van de stadsgemeente Cilegon in de provincie Banten, Indonesië.

## Verdere onderverdeling
Het onderdistrict Citangkil is verdeeld in 8 kelurahan:
- Citangkil (plaats)
- Deringo
- Lebak Gede (Citangkil)
- Lebakdenok
- Samangraya
- Suralaya
- Tamanbaru (Citangkil)
- Warnasari (Citangkil)